# Antrocephalus lugubris
Antrocephalus lugubris är en stekelart som först beskrevs av Masi 1932.  Antrocephalus lugubris ingår i släktet Antrocephalus och familjen bredlårsteklar. Inga underarter finns listade i Catalogue of Life.